# Fattore di Debye-Waller
Il fattore di Debye-Waller, noto anche come fattore B o fattore di temperatura, descrive la variazione dell'intensità di scattering (sia di raggi X, sia di neutroni) dovuta al moto termico degli atomi o al disordine del cristallo. I'agitazione termica introduce una dipendenza dalla temperatura nella condizione di diffrazione di von Laue, basata invece su atomi fissi. Si può allora scrivere la relazione:
{\displaystyle I=I_{0}\mathrm {e} ^{-1/3\,\left|{\vec {G}}\right|^{2}{\overline {{u}^{2}}}}}
nella quale I è l'intensità risultante attenuata, I0 l'intensità della sorgente, G è un vettore del reticolo reciproco, e {\displaystyle {\overline {{u}^{2}}}} è la media temporale dell'ampiezza quadratica dell'oscillazione termica degli atomi. È possibile stimare questa grandezza ottenendo la dipendenza dalla temperatura dell'intensità dei picchi di diffrazione. Se ipotizziamo piccole oscillazioni armoniche indipendenti e sfruttiamo il teorema di equiripartizione dell'energia, otteniamo che la media temporale dell'ampiezza quadratica dell'oscillazione termica degli atomi è pari al rapporto tra la costante di Boltzmann moltiplicata per la temperatura e la massa dell'atomo (supponiamo di avere atomi tutti della stessa specie) moltiplicata per il quadrato della pulsazione armonica.  
Riflessioni di Bragg di ordine maggiore, risultanti da multipli più grandi del vettore del reticolo reciproco, sono, in apparenza, attenuati maggiormente.
| Controllo di autorità | GND (DE) 4467637-2 |